# Alice Merton
Alice Merton (Frankfurt, 13 de setembro de 1993) é uma cantora alemã de música pop, com nacionalidade canadense e inglesa.
Seu maior sucesso, que alavancou sua carreira, é "No Roots".

## Biografia
Merton nasceu em Frankfurt, na Alemanha, filha de mãe alemã e pai britânico. Sua família mudou-se com frequência devido ao trabalho de seu pai, como consultor de mineração. Quando tinha apenas três meses, mudou-se para Connecticut. Pouco tempo depois, sua família mudou-se novamente, dessa vez para Oakville, Ontário, Canadá, onde ela foi criada até os treze anos de idade, aprendendo a tocar piano clássico e cantar. Novamente sua família mudou-se, dessa vez para Munique. Seu retorno à Alemanha, fez com que ela aprendesse alemão, o que lhe permitiu falar com a avó alemã, a qual só via uma vez por ano. Enquanto estava na Alemanha, Alice escreveu sua primeira música, frequentou a escola e concluiu a universidade antes de se mudar para a Inglaterra.
Ela frequentemente se mudou durante a sua juventude, vivendo em Oakville, Connecticut, Nova York, Munique, Bournemouth, Londres, Berlim, entre outras cidades. Graças a sua educação, Merton afirmou que se sente conectada ao Canadá, Inglaterra, Alemanha e França, onde sua mãe vivia. Em 2013, ela começou seus estudos na Popakademie Baden-Württemberg em Mannheim, onde se formou em composição e composição musical, e conheceu os membros da sua futura banda. Atualmente ela reside em Berlim e na Inglaterra.

## Carreira
Seu primeiro trabalho foi em 2015[carece de fontes?] como cantora e compositora no álbum The Book of Nature da banda alemã Fahrenhaidt. Em 14 de novembro de 2016, em Hamburgo, ganhou o prêmio anual de artista revelação na categoria Acoustic Pop.
Após mudar-se para Berlim, ela e seu empresário, Paul Grauwinkel, fundaram a gravadora Paper Plane Records International e lançaram a música "No Roots" no final de 2016. A letra da música foi inspirada pelo seu sentimento de que "não há um lugar onde seja minha casa". Tanto no Hype Machine quanto no Spotify sua música atingiu o primeiro lugar entre As 50 virais do Mundo, além de ser incluída nas listas das mais tocadas de várias estações de rádio. A música também foi destaque no episódio 09 da 5ª temporada da série de TV The Blacklist da NBC e fez parte da trilha sonora da telenovela brasileira Segundo Sol da Rede Globo.
Alavancada nesse sucesso, Alice lançou oficialmente seu primeiro EP, No Roots, em 3 de fevereiro de 2017, alcançando o número um nas paradas francesas, número dois nas paradas alemãs, número três na Áustria, número 25 na Suíça e número um nas paradas de rádio alternativas dos Estados Unidos. A música foi até incluída em um dos comerciais da Vodafone alemã. Merton assinou com a Mom + Pop Music em agosto de 2017 para o marketing dentro dos Estados Unidos, onde em 2 de agosto de 2017 ela lançou seu segundo single, "Hit the Ground Running", com sua nova gravadora.
Ela se apresentou no Life Ball em Viena em 10 de junho de 2017, terminando o ano em turnê pela Alemanha, aparecendo como banda de abertura para cantores como Bosse, Philipp Poisel, entre outros. No fim de 2017 ela ganhou o European Border Breakers Awards 2018. Em 7 de setembro de 2018, Alice lançou "Why So Serious", o primeiro single do seu álbum de estréia, Mint. Desde então ela lançou mais dois singles. O álbum foi lançado em 18 de janeiro de 2019. O segundo single oficial, "Funny Business", foi lançado em 30 de novembro de 2018. O clipe do single foi lançado em 9 de janeiro, mesmo dia em que ela lançou também sua nova música do álbum, "Homesick".

## Discografia

### Álbuns de estúdio
| Título | Detalhes do álbum                                                                      | Melhor posição nas paradas | Melhor posição nas paradas |
| Título | Detalhes do álbum                                                                      | GER                        | ITA                        |
| ------ | -------------------------------------------------------------------------------------- | -------------------------- | -------------------------- |
| Mint   | - Lançamento: 18 de janeiro 2019 - Gravadora: Paper Planes - Formato: Download digital | 2                          | 62                         |

### EPs
| Título   | Detalhes do EP                                                                                            | Melhor posição nas paradas | Melhor posição nas paradas | Melhor posição nas paradas |
| Título   | Detalhes do EP                                                                                            | US                         | US Rock                    | US Alt.                    |
| -------- | --- | -------------------------- | -------------------------- | -------------------------- |
| No Roots | - Lançamento: 3 de fevereiro de 2017 - Gravadora: Paper Plane, Mom + Pop - Formatos: CD, Download digital | 171                        | 30                         | 14                         |

### Singles
| Título                                                                             | Anos | Melhor posição nas paradas | Melhor posição nas paradas | Melhor posição nas paradas | Melhor posição nas paradas | Melhor posição nas paradas | Melhor posição nas paradas | Melhor posição nas paradas | Melhor posição nas paradas | Melhor posição nas paradas | Melhor posição nas paradas | Melhor posição nas paradas | Certificações                                                                                        | Álbum    |
| Título                                                                             | Anos | GER                        | AUT                        | CAN                        | FRA                        | ISR                        | ITA                        | SLO                        | SWI                        | UK                         | US                         | US Alt.                    | Certificações                                                                                        | Álbum    |
| ---------------------------------------------------------------------------------- | ---- | -------------------------- | -------------------------- | -------------------------- | -------------------------- | -------------------------- | -------------------------- | -------------------------- | -------------------------- | -------------------------- | -------------------------- | -------------------------- | --- | -------- |
| "No Roots"                                                                         | 2016 | 2                          | 3                          | 97                         | 1                          | 4                          | 7                          | 4                          | 12                         | 52                         | 84                         | 1                          | - BVMI: 3× Ouro - IFPI AUT: Platina - IFPI SWI: Platina - FIMI: Platina - SNEP: Platina - RIAA: Ouro | Mint     |
| "Hit the Ground Running"                                                           | 2017 | —                          | —                          | —                          | —                          | —                          | —                          | —                          | —                          | —                          | —                          | —                          | | No Roots |
| "Lash Out"                                                                         | 2018 | —                          | —                          | —                          | —                          | —                          | 66                         | —                          | —                          | —                          | —                          | 16                         | | Mint     |
| "Why So Serious"                                                                   | 2018 | —                          | —                          | —                          | —                          | —                          | —                          | —                          | —                          | —                          | —                          | —                          | | Mint     |
| "Funny Business"                                                                   | 2018 | —                          | —                          | —                          | —                          | —                          | —                          | —                          | —                          | —                          | —                          | 35                         | | Mint     |
| "Learn to Live"                                                                    | 2019 | —                          | —                          | —                          | —                          | —                          | —                          | —                          | —                          | —                          | —                          | —                          | | Mint     |
| "—" significa que a gravação não entrou nas paradas ou não foi lançada nesse país. |      |                            |                            |                            |                            |                            |                            |                            |                            |                            |                            |                            | |          |

### Aparições como convidada
| Título                | Ano  | Outro(s) artista(s) | Álbum        |
| --------------------- | ---- | ------------------- | ------------ |
| "Half As Good As You" | 2018 | Tom Odell           | Jubilee Road |